# Anvil (zespół muzyczny)
Anvil – kanadyjski zespół heavymetalowy, który mimo niewielkiego rozgłosu wywarł wpływ na muzykę takich zespołów jak Metallica, Slayer, Pantera i wielu innych zespołów nowofalowych.

## Historia zespołu
Ich początki sięgają kwietnia roku 1973, kiedy to dwaj przyjaciele z liceum: Steve "Lips" Kudlow i Robb Reiner zaczęli grać razem. Pierwotnie Anvil został sformowany w roku 1978. Jeszcze wtedy, Kudlow (główny wokal, wiodąca gitara), Reiner (perkusja), Dave Allison (wokal, gitara rytmiczna) i Ian Dickson (gitara basowa) byli znani jako LIPS.
W 1981 roku światło dzienne ujrzał pierwszy niezależny album zespołu pt. Hard 'N Heavy. Krótko po tym, jak podpisali kontrakt z kanadyjską wytwórnią Attic Records, zmienili swą nazwę na ANVIL (pol. kowadło), a album Hard 'N Heavy wydany przez tę wytwórnię stał się ich debiutanckim. W latach 1983–1986 zespół nie był aktywny. W roku 1987 amerykańska wytwórnia płytowa Metal Blade Records zaproponowała im współpracę. Po tym jak wypuścili na amerykański rynek album Strength Of Steel (1991), który sprzedał się w niewielkich ilościach, Anvil został zmuszony podpisać kontrakt z nową wytwórnią Maximum Records (kanadyjska, niezależna wytwórnia płytowa założona przez ówczesnego menadżera Helix - Williama Seipa). Od 1996 roku współpracowali jeszcze z dwoma innymi wytwórniami: Hypnotic Records z Kanady oraz Massacre Records z Niemiec.

## Anvil: The Story of Anvil

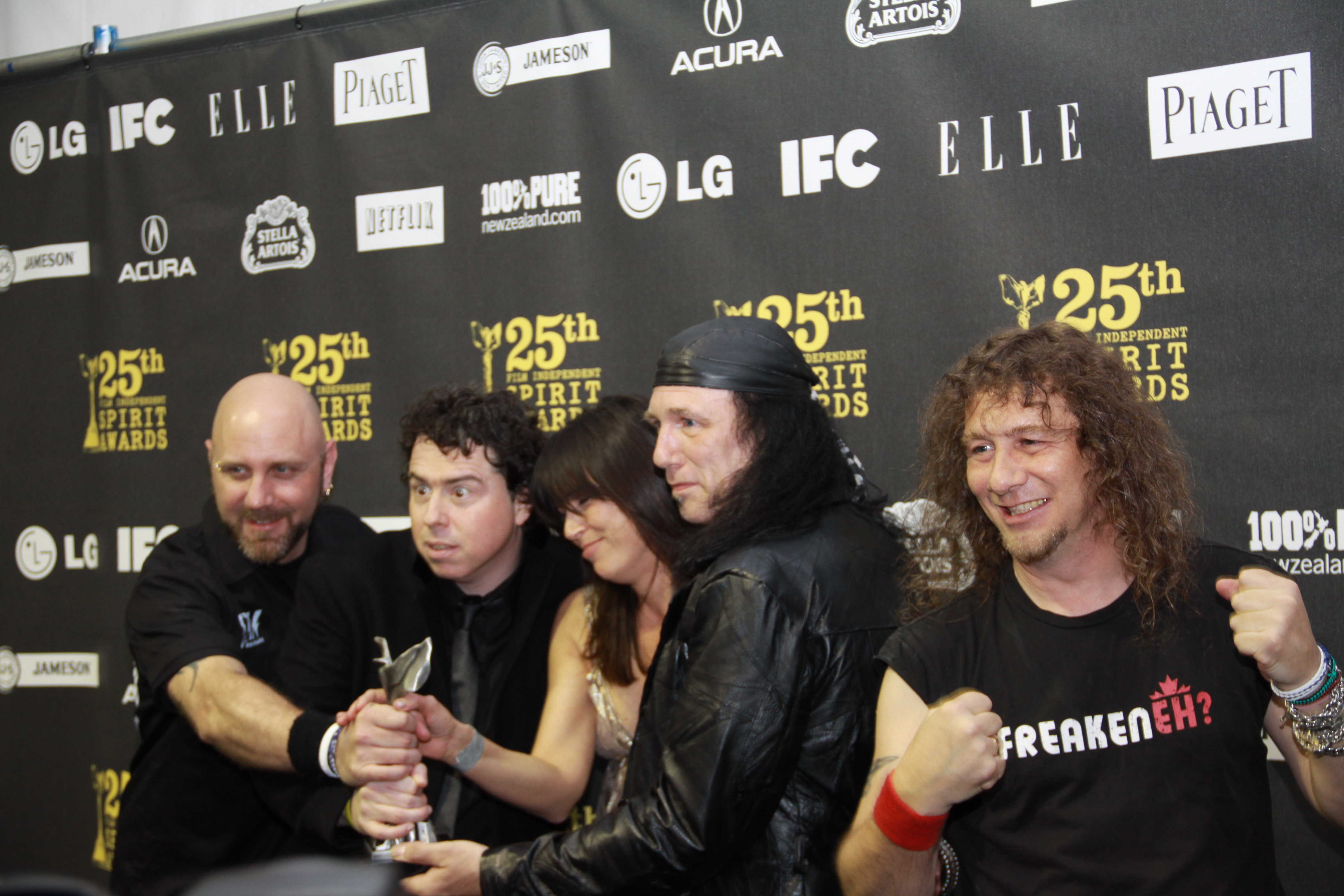
Od lewej: Glenn "Glenn Five" Gyorffy (Anvil), Sacha Gervasi (reżyseria), Rebecca Yeldham (producent wykonawczy), Robb "Geza" Reiner (Anvil) oraz Steve "Lips" Kudlow (Anvil) podczas gali Independent Spirit Awards w Los Angeles w 2010 roku.

Anvil! The stroy of Anvil jest dokumentem opowiadającym historię zespołu wyreżyserowanym przez Sachę Gervasiego, który współpracował m.in. ze Stevenem Spielbergiem przy filmie Terminal (napisał scenariusz). Premiera filmu miała miejsce na Sundance Film Festival w styczniu 2008 roku. The Daily Telegraph wówczas napisał: "widownia unosiła się z zachwytu". Anthony Kaufman z tygodnika Wall Street Journal powiedział: '"Żaden z filmów, który widziałem na festiwalu w Sundance nie doprowadził mnie do łez, tak jak "Anvil!"". Film zdobył nagrodę publiczności na Filmowym Festiwalu w Sydney i Los Angeles.
Gervasi, pierwszy raz zobaczył Anvil w klubie Marquee w Londynie, we wrześniu 1982 roku. Od tamtej pory był zauroczony ich "speedmetalową intensywnością". Potem uczestniczył jako tzw. roadie w ich dwóch trasach koncertowych: Forged In Fire i Backwaxed. Gdy w 2005 roku odnowił znajomość z zespołem poprzez Internet, był "zdumiony odkrywając, iż oni wciąż grają" i zdecydował się nakręcić film jako "walentynkę dla chłopaków, którzy nigdy nie zrezygnowali ze swojego marzenia".
Ów film ukazuje zespół podczas trasy koncertowej po Europie, filmowanej w listopadzie 2005 i czerwcu 2006 roku, oraz nagrywania ostatniego albumu zespołu w Anglii: This Is Thirteen. Zawiera również dowody uznania od takich sław jak Lemmy z Motorhead, Lars Ulrich z Metalliki, czy Slash z Guns N’ Roses.
Recenzje na temat tego filmu były jednoznacznie pozytywne. Los Angeles Times nazwał ten film "jedynym takim, powstałym o heavymetalowej kapeli, który potrafi rozgrzać serca widzów". Variety napisał: ""Anvil!" to zaskakująco inspirująca opowieść, po której obejrzeniu nawet nie-metalowcy z zachwytem będą patrzeć na ten zespół". Magazyn Rolling Stone napisał: "Niektóre sceny z "Anvil!" są tak niezwykłe, że sprawia wrażenie, że to musi być sequel filmu o Spinal Tap. Ale tak nie jest. Ci chłopcy są prawdziwi. "Anvil! Historia Anvil" : najlepszy metalowy film roku?". Pomimo sukcesu artystycznego i komercyjnego jaki odniósł film, według lidera zespołu Steve'a "Lipsa" Kudlowa w osiem lat od premiery zespół nadal boryka się z niewielkim zainteresowaniem publiczności.

## Muzycy
| Obecny skład zespołu - Steve "Lips" Kudlow – wokal prowadzący, gitara (od 1978) - Robb "Geza" Reiner – perkusja (od 1978) - Chris Robertson – gitara basowa (od 2014) | Byli członkowie zespołu - Dave "Squirrely" Allison – gitara, wokal prowadzący (1978–1989) - Ian "Dix" Dickson – gitara basowa (1978–1993) - Sebastian Marino – gitara (1989–1995) - Mike Duncan – gitara basowa (1993–1996) - Ivan Hurd – gitara (1995–2007) - Glenn "Glenn Five" Gyorffy – gitara basowa, wokal wspierający (1996–2012) - Sal Italiano – gitara basowa (2012–2014) |

## Dyskografia
Albumy studyjne
| Hard 'n' Heavy                          | - Data: 25 maja 1981 - Wydawca: Attic Records           | –   | –  | –   |                  |
| Metal on Metal                          | - Data: 15 kwietnia 1982 - Wydawca: Attic Records       | –   | –  | –   |                  |
| Forged in Fire                          | - Data: 13 kwietnia 1983 - Wydawca: Attic Records       | –   | –  | –   |                  |
| Strength of Steel                       | - Data: 21 maja 1987 - Wydawca: Enigma Records          | 191 | –  | –   |                  |
| Pound for Pound                         | - Data: 21 września 1988 - Wydawca: Metal Blade Records | –   | –  | –   |                  |
| Worth the Weight                        | - Data: 1991 - Wydawca: Maximum Records                 | –   | –  | –   |                  |
| Plugged in Permanent                    | - Data: 21 listopada 1996 - Wydawca: Hypnotic Records   | –   | –  | –   |                  |
| Absolutely No Alternative               | - Data: 1997 - Wydawca: Massacre Records                | –   | –  | –   |                  |
| Speed of Sound                          | - Data: 1 lutego 1999 - Wydawca: Massacre Records       | –   | –  | –   |                  |
| Plenty of Power                         | - Data: 3 kwietnia 2001 - Wydawca: Massacre Records     | –   | –  | –   |                  |
| Still Going Strong                      | - Data: 26 sierpnia 2002 - Wydawca: Massacre Records    | –   | –  | –   |                  |
| Back to Basics                          | - Data: 29 marca 2004 - Wydawca: Massacre Records       | –   | –  | –   |                  |
| This Is Thirteen                        | - Data: 2007 - Wydawca: wydanie własne                  | –   | 18 | 284 | - USA: 1,4 tys.+ |
| Juggernaut of Justice                   | - Data: 20 czerwca 2011 - Wydawca: Steamhammer Records  | –   | 12 | –   | - USA: 1,6 tys.+ |
| Hope in Hell                            | - Data: 24 maja 2013 - Wydawca: Steamhammer Records     | –   | 31 | –   | - USA: 0,7 tys.+ |
| Anvil Is Anvil                          | - Data: 26 lutego 2016 - Wydawca: Steamhammer Records   | –   | 16 | –   | - USA: 0,8 tys.+ |
| „–” oznacza, że album nie był notowany. |                                                         |     |    |     |                  |

Albumy wideo
| Tytuł                     | Dane dot. albumu                            | Pozycja na liście |
| Tytuł                     | Dane dot. albumu                            | JPN               |
| ------------------------- | ------------------------------------------- | ----------------- |
| Anvil: The Story of Anvil | - Data: 20 lutego 2009 - Wydawca: VH1 Films | 14                |

## Teledyski
| Tytuł                | Rok  | Reżyseria     | Album          | Źródło |
| -------------------- | ---- | ------------- | -------------- | ------ |
| "Badass Rock N Roll" | 2013 | –             | Hope In Hell   | [ 30 ] |
| "Eat Your Words"     | 2014 | Rene U Valdes | Hope In Hell   | [ 31 ] |
| "Hope In Hell"       | 2015 | Rene U Valdes | Hope In Hell   | [ 32 ] |
| "Zombie Apocalypse"  | 2016 | NWE Media     | Anvil Is Anvil | [ 33 ] |

## Nagrody i wyróżnienia
| Rok  | Kategoria                          | Tytułem               | Nagroda                         | Nota      | Źródło |
| ---- | ---------------------------------- | --------------------- | ------------------------------- | --------- | ------ |
| 2009 | Metal As Fuck                      | Anvil                 | Metal Hammer Golden Gods Awards | Laur      | [ 34 ] |
| 2009 | Hall of Fame                       | Anvil                 | Independent Music Awards        | Laur      | [ 35 ] |
| 2012 | Metal/Hard Music Album of the Year | Juggernaut of Justice | Nagroda Juno                    | Nominacja | [ 36 ] |